# Fehlertheorie
Der Ausdruck Fehlertheorie bezeichnet in der systematischen Philosophie einen Typ metaphilosophischer Positionen bezüglich eines bestimmten Gegenstandsbereichs. Eine „Fehlertheorie der Moral“ beispielsweise beansprucht die metaethische These, dass moralische Aussagen wie etwa „jemanden zu töten ist moralisch schlecht“, korrekt analysiert einen Anspruch auf objektive Wahrheit implizieren, es aber in der aktualen Welt keinerlei Wahrmacher dafür gibt. Diese Aussagen seien daher falsch, die vorherrschende gegenteilige Annahme daher ein „Fehler“. Dergestalt verhalte es sich mit allen Aussagen desselben Gegenstandsbereichs. Um eine derartige Position hinreichend zu plausibilisieren, sei es üblicherweise nötig, eine theoretische Erklärung dafür anzugeben, wie es überhaupt zu dem diagnostizierten „Fehler“ kommt. Die entsprechenden Aussagen seien daher als wahr anzunehmen. Im Falle moralischer Aussagen etwa könnte angeführt werden, dass das Fürwahrhalten derselben reduzierbar sei auf entsprechende Präferenzen, deren Existenz der metaethische Fehlertheoretiker nicht bestreitet.